# タイエ・アツケセラシエ
タイエ・アツケセラシエ・アムデ（アムハラ語: ታዬ አጽቀሥላሴ, 英語: Taye Atske Selassie, 1956年1月13日 - ）は、エチオピアの政治家。同国第5代大統領。大統領就任以前はエチオピア国連大使、同国外務相を歴任。

## 経歴
アムハラ州デバレク出身。アディスアベバ大学とランカスター大学で政治学、国際関係学の学位を取得。タイエはロサンゼルス、ワシントンD.C.、ストックホルム駐在のエチオピア総領事を務め、エジプト駐在エチオピア大使も歴任。2018年から2024年まで国連大使に在任している。2024年2月8日、デメケ・メコネンが2024年1月26日に辞任後、タイエは後任の外務大臣に就任。
2024年10月7日、任期満了で退任するサーレワーク・ゼウデの後任として、連邦議会から第5代大統領に選出された。継続中のエチオピア内戦やエリトリアなどの周辺国の関係改善に追われることとなる。